# Battaglia di Rignano
La  battaglia di Rignano fu la seconda grande sconfitta di Ruggero II di Sicilia e, come la prima nella battaglia di Nocera, anch'essa venne per mano di Rainulfo di Alife brillante cavaliere normanno.
Ma la situazione dei due contendenti era diversa.
A Nocera, il 24 luglio 1132, Rainulfo era alleato di Roberto II di Capua e Sergio VII di Napoli ed era un conte ribelle che combatteva contro il re di Sicilia.
Allo scontro del 29 ottobre 1137 Rainulfo si presentò come duca di Puglia di recente nomina, aveva un contingente di 800 soldati tedeschi prestati dall'imperatore Lotario II e le milizie marittime pugliesi, mentre il suo ex alleato Sergio era passato dalla parte di Ruggero.
Nel 1134, Ruggero aveva nominato il maggiore tra i suoi figli legittimi, Ruggero, duca di Puglia.
Con la riconquista del 1137 l'imperatore ed il papa Innocenzo II elevarono congiuntamente Rainulfo al titolo ducale, in diretta opposizione sia al re Ruggero che al giovane duca Ruggero, suo figlio.
Rainulfo aveva radunato 800 dei suoi cavalieri oltre al contingente tedesco, ed aveva fanteria in proporzione.
Egli non cercava lo scontro ma Ruggero e suo figlio, con il recentemente sottomesso Sergio, non erano dello stesso avviso. Nonostante il tentativo di mediazione di Bernardo di Chiaravalle, re Ruggero decise di attaccare a Rignano, il Balcone delle Puglie, dove le pendici del Gargano scendono ripide sul Tavoliere delle Puglie.
Lo scontro iniziò con il giovane Ruggero che attaccava con successo spingendo l'esercito di Rainulfo indietro lungo la strada per Siponto.
A questo punto il re si unì alla mischia ma, per ragioni sconosciute, la sua carica fu completamente respinta, dovette fuggire e presto l'esercito reale fu in piena ritirata.
Sebbene entrambi i Ruggeri sopravvissero, rifugiandosi a Salerno, Sergio perì sul campo e le pretese di Rainulfo al ducato furono vendicate.
La battaglia di Rignano, come quella di Nocera, ebbe scarse conseguenze perché le città della Campania non si rivoltarono come ci si aspettava.
La controffensiva regia causò il grave saccheggio di Alife e Telese, ma le principali città della Puglia in mano a Rainulfo (Troia, Melfi, Canosa e Bari) non subirono alcun danno.
Pur trattandosi di una sconfitta, la battaglia di Rignano ebbe un effetto positivo per Ruggero: poiché il duca Sergio era morto senza eredi e l'aristocrazia napoletana non riuscì ad accordarsi su chi sostenere per la successione, Ruggero poté stabilire un controllo diretto sul Ducato di Napoli, nominando il suo figlio Alfonso come nuovo duca.
Solo dopo la morte di Rainulfo (30 aprile 1139) Ruggero poté finalmente realizzare la totale conquista normanna dell'Italia meridionale.